# Pierre Charles Louis Eschauzier
Mr. Pierre Charles Louis Eschauzier ('s-Gravenhage, 23 juli 1902 - Saint-Légier-La Chiésaz, 19 juni 1982) was een Nederlands politicus.

## Biografie
Eschauzier was lid van de patriciaatsfamilie Eschauzier en een zoon van Albert Carel August Eschauzier (1859-1922), luitenant-ter-zee en suikerondernemer in Nederlands-Indië, en Louise Mathilde Sophie Maria Pabst (1867). Hij trouwde in 1925 met Johanna Adriana Benteijn (1903-1960) en in 1936 met Johanna Charlotte Gleichman (1910-2001). Uit het eerste huwelijk werd de graficus August Johan Eschauzier (1926-2008) geboren, uit het tweede huwelijk werden een zoon en een dochter geboren.
Eschauzier was reserve-luitenant-kolonel der cavalerie en werd Secretaris College van Curatoren van het Fonds ten behoeve van de Indologische Studien van de Universiteit Utrecht. In 1933 werd hij bestuurslid van het Verbond voor Nationaal Herstel en in 1933 en 1937 stond hij voor die partij kandidaat voor de verkiezingen van de Tweede Kamer der Staten-Generaal; hij werd beide keren niet verkozen. Tussen 1934 en 1941 was hij ook redacteur van het partijblad Nationaal Herstel. Hij was gemeenteraadslid in 's-Gravenhage. 
Hij was drager van de Inhuldigingsmedaille 1948. In het studiejaar 1922-1923 was hij ab actis van het Utrechtsch Studenten Concert.